# Silene uniflora
Silene uniflora — вид трав'янистих рослин родини Гвоздичні (Caryophyllaceae). Етимологія: лат. unus — «один», лат. flos — «квітка»; стосується того, що квіти відокремлені одна від іншої.

## Опис
Багаторічна трав'яниста рослина, що досягає висоти зростання від 10 до 20(40) см. Рослина з багатьма стеблами. Стебла від безвольних до висхідних, деревні біля основи, голі. Листки супротивні, безчерешкові; пластини ланцетні, м'ясисті, голі, покриті воском, блакитно-зелені. Квітка: віночок від білого до фіолетового, 2.5–3 см ушир; пелюсток 5, верхівки глибоко 2-роздільні; тичинок 10; приквітки зелено-червоні. Плоди: 6–10 мм завдовжки 5-дольні капсули. Насіння 1–1.3 х 1.2–1.8 мм.

## Поширення
Європа (Росія, Данія, Фінляндія, Ірландія, Норвегія, Швеція, Сполучене Королівство, Франція, Португалія [вкл. Азорські острови, Мадейра], Іспанія). Введений: Австралія — Новий Південний Уельс, Південна Австралія. Також культивується як декоративна рослина. 
Населяє піщані, гравійні та кам'янистих узбережжя, скельні приморські ущелини.

## Галерея

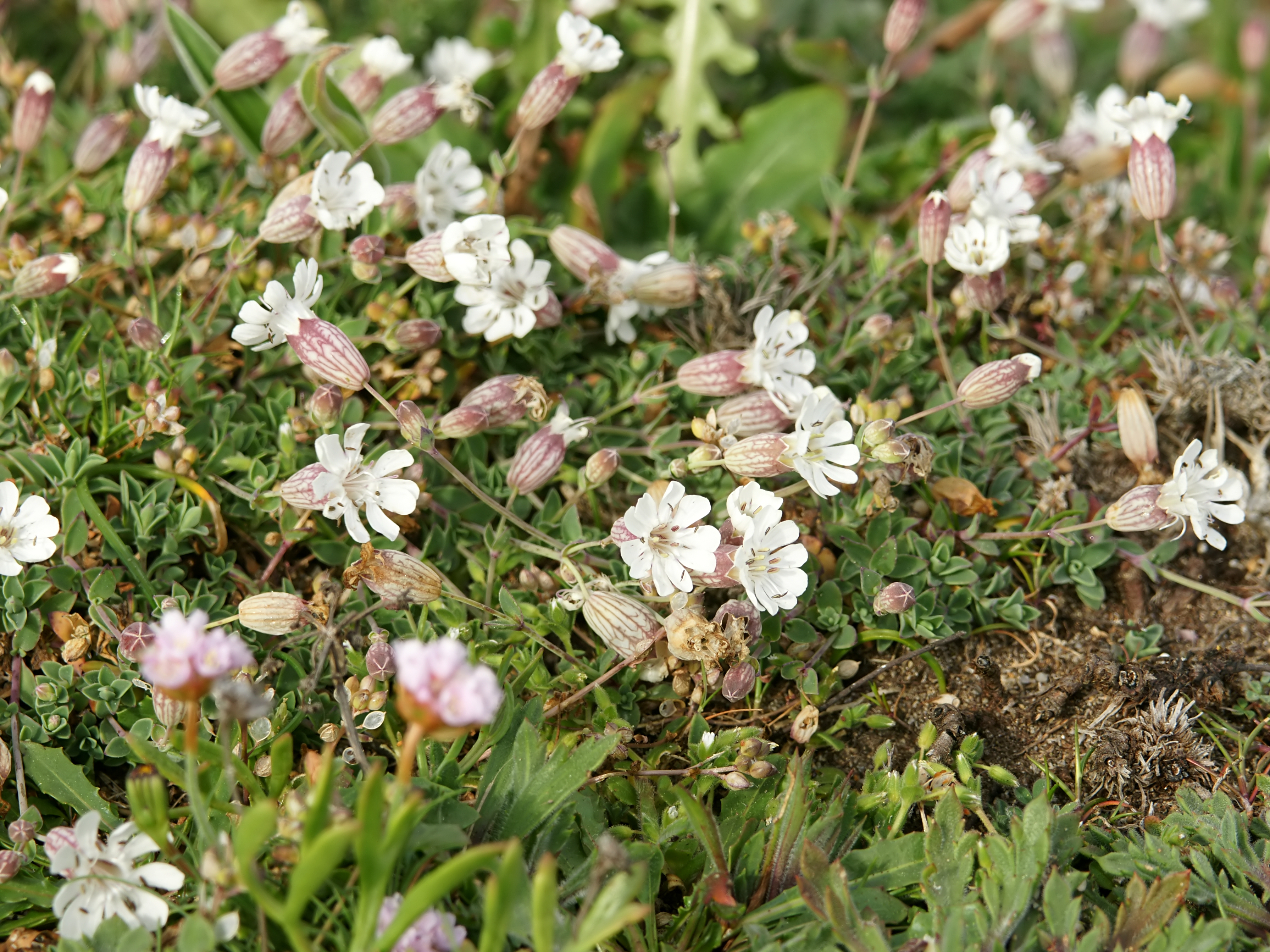
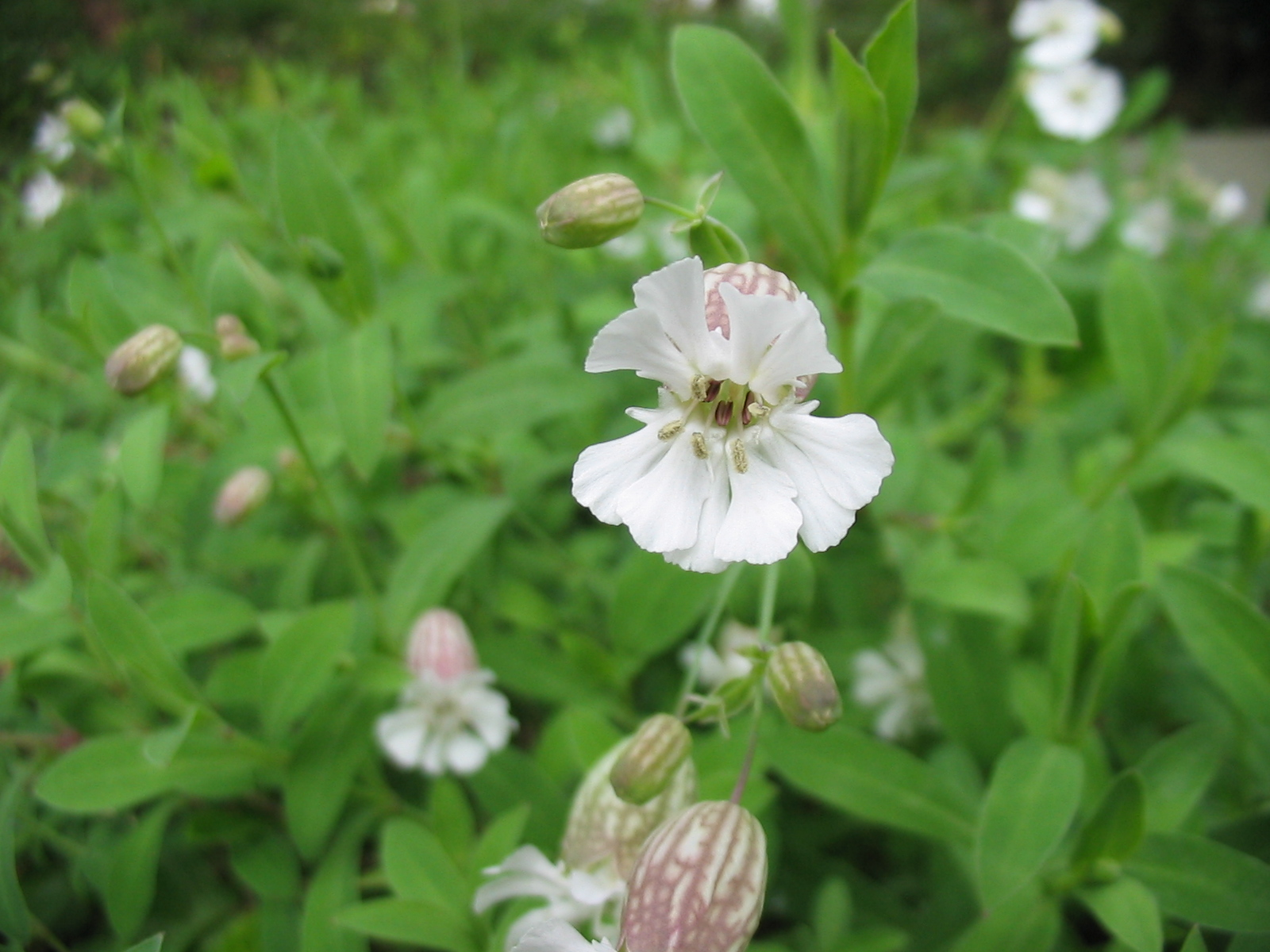